# Кёнигштайн (Саксонская Швейцария)
Кёнигштайн (в русской исторической литературе обычно используется название Кёнигштейн; нем. Königstein) — город в Германии, в земле Саксония.
Подчинён земельной дирекции Дрезден. Входит в состав района Саксонская Швейцария. Подчиняется управлению Кёнигштайн/Саксонская Швейцария. Население составляет 2284 человека (на 31 декабря 2010 года). Занимает площадь 26,93 км². Официальный код — 14 2 87 190.
Город подразделяется на 2 городских района. Около него расположена средневековая крепость Кёнигштайн.

## Фотографии

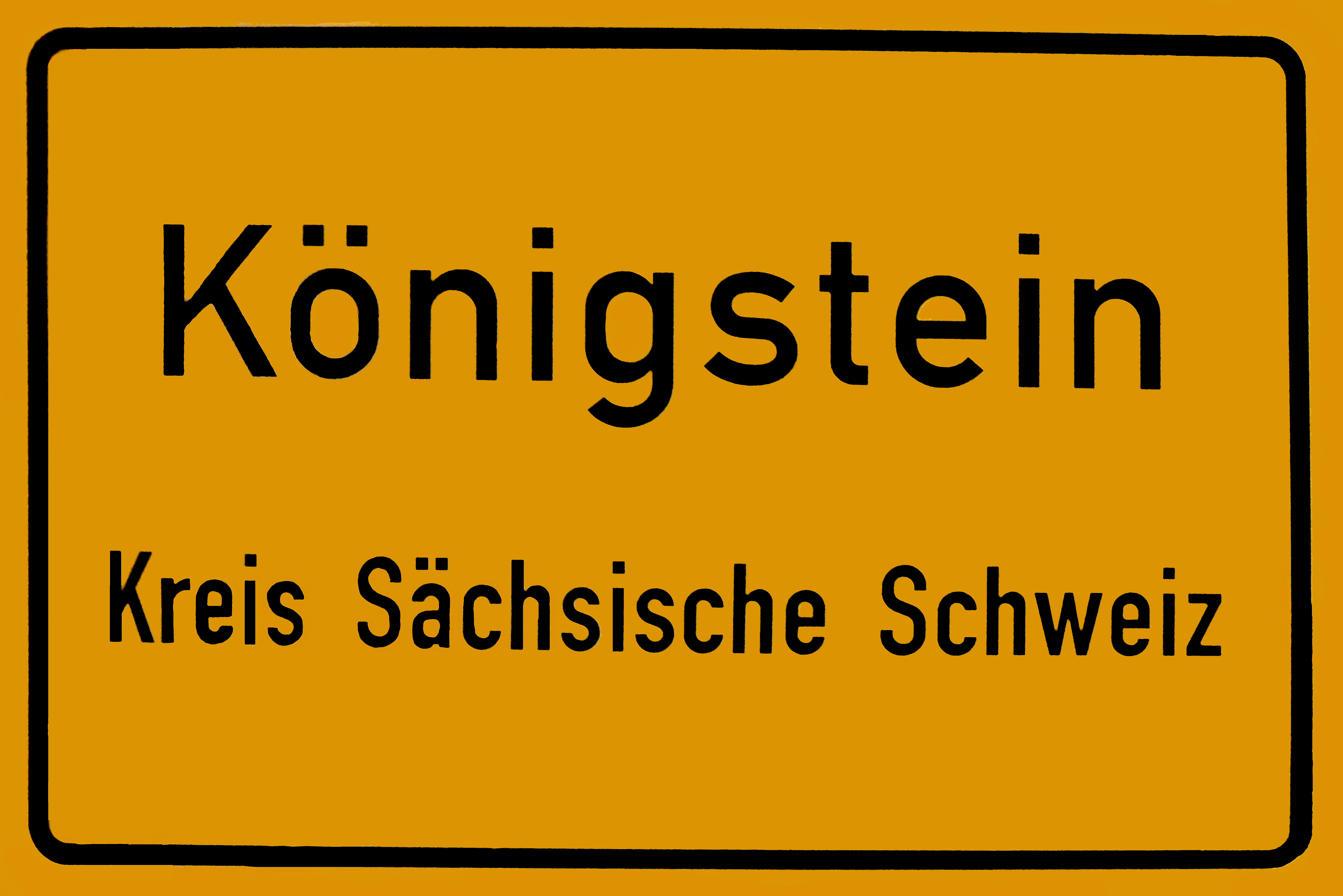
Уличный знак города Кёнигштайн - Округ Саксонская Швейцария
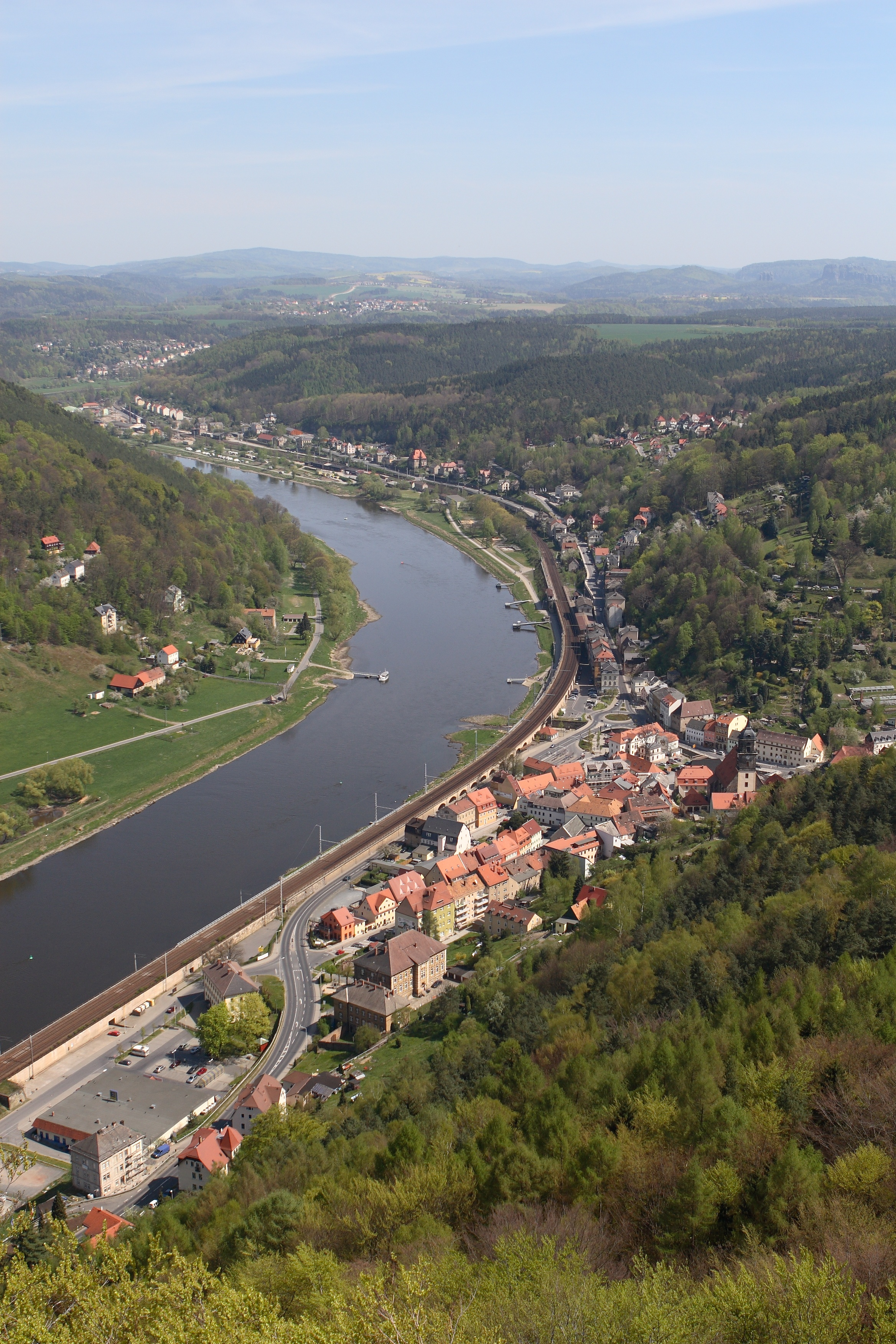
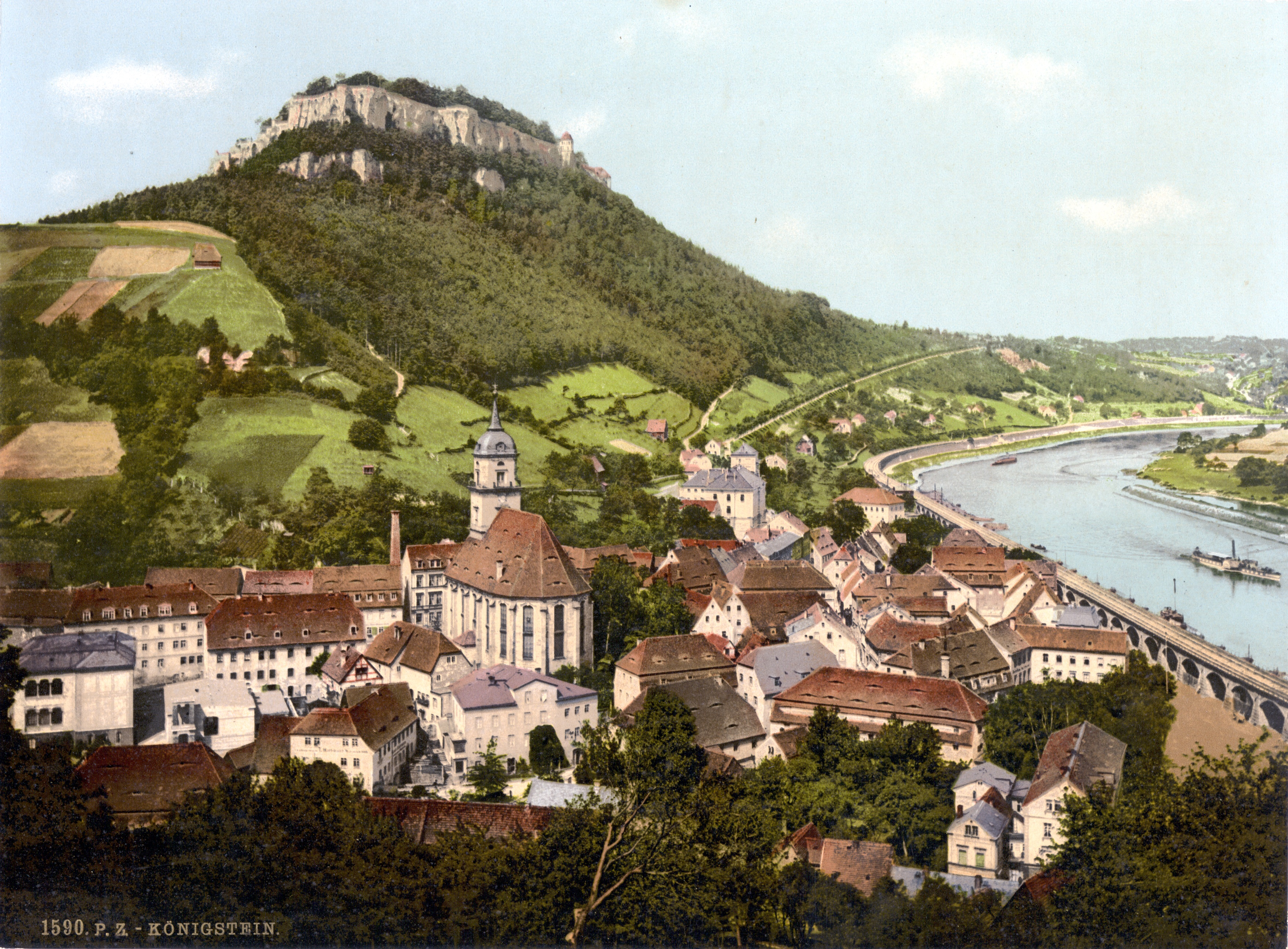
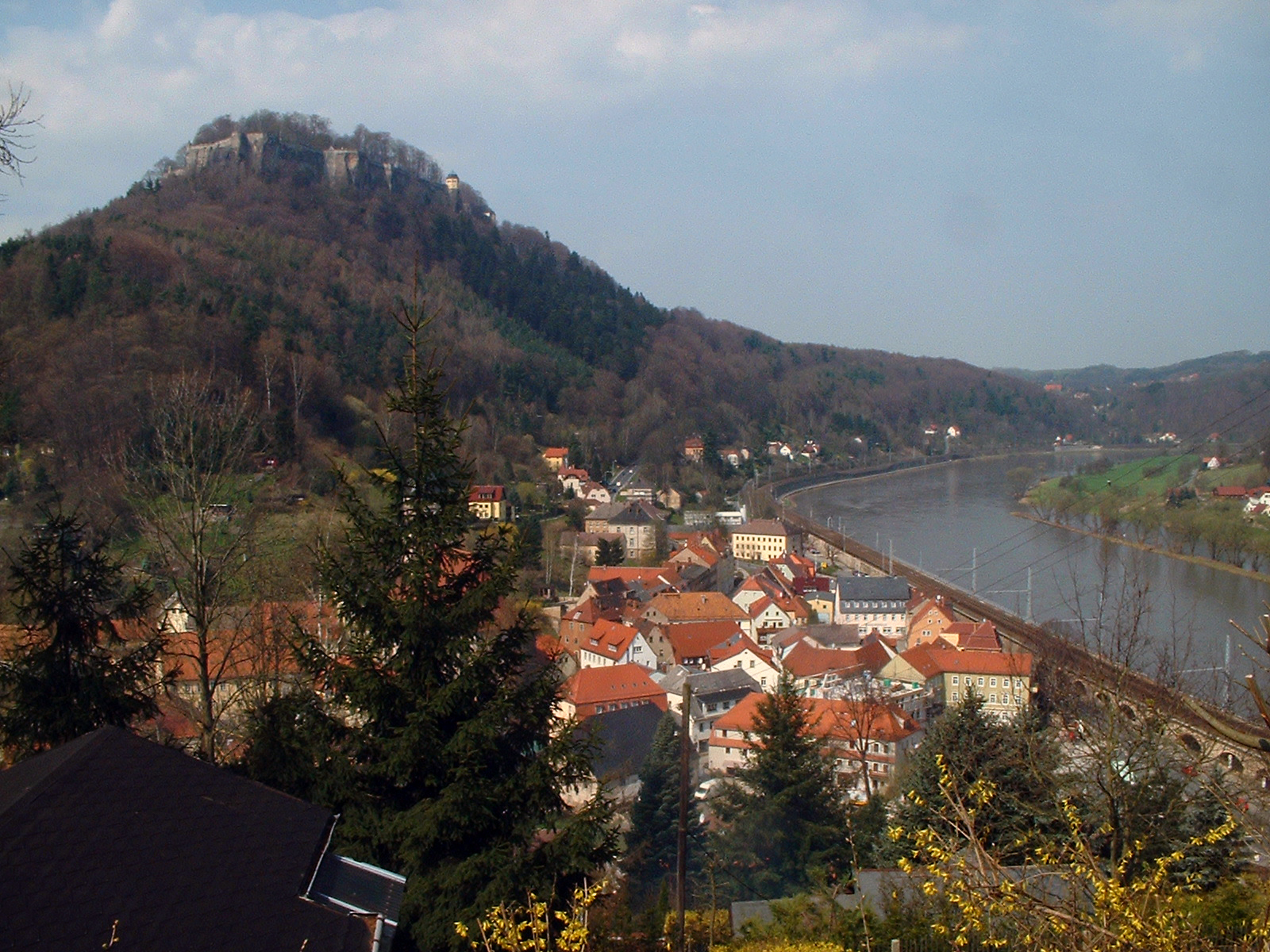